# Мендяново
Мендяново (баш. Мәндән) — село в Альшеевском районе Республики Башкортостан России. Административный центр Мендяновского сельсовета. Живут татары (2002).

## География
Расположено на р. Манатман (приток р.Дёма).

### Географическое положение
Расстояние до:
- районного центра (Раевский): 22 км,
- ближайшей железнодорожной станции (Шафраново): 8 км.

## История
В «Списке населенных мест по сведениям 1870 года», изданном в 1877 году, населённый пункт упомянут как деревня Мендянова 1-го стана Белебеевского уезда Уфимской губернии. Располагалась при речке Мендяне (Мянетмень), влево от реки Демы, в 60 верстах от уездного города Белебея и в 30 верстах от становой квартиры в деревне Менеуз-Тамак. В деревне, в 104 дворах жили 691 человек (338 мужчин и 353 женщины, башкиры, татары), была мечеть. Жители занимались пчеловодством.

## Население
| 2002 | 2009 | 2010 |
| ---- | ---- | ---- |
| 502  | ↘501 | ↘412 |

Историческая численность населения: в 1795 - 180 человек; в 1865 в 104 дворах — 691 чел.; в 1906—1073; 1920—1227; 1939—932; 1959—822; 1989—552; 2002—502; 2010—412. 
Национальный состав
Согласно переписи 2002 года, преобладающая национальность — татары (81 %). В 4-й ревизии жители деревни значатся как «ясашные татары» 1 мужская душа, «служилые татары» 37 мужских душ, «тептяри» 14 мужских душ.

## Инфраструктура
Мендяновская общеобразовательная школа, фельдшерско-акушерский пункт, ДК, библиотека.
В 1906 зафиксировано также 3 хлебозапасных магазина.

## Религия
В селе есть мечеть.